# Haumont 14-16 : L'Or et la Boue
 (février 2017).
Si vous disposez d'ouvrages ou d'articles de référence ou si vous connaissez des sites web de qualité traitant du thème abordé ici, merci de compléter l'article en donnant les références utiles à sa vérifiabilité et en les liant à la section « Notes et références ».
Haumont 14-16 : L'Or et la Boue est un roman de Christophe Lambert publié en 2002 chez Nathan.

## Résumé
Casimir combat à Flabas en 1914. Martin lui fait tirer un fil de téléphone. Il devient officiellement assistant téléphoniste. Dans les tranchées, ils partagent un abri. En novembre 1915 ils vont à Haumont, à 10 km. Martin dit qu'il y a un trésor au fort. Ils creusent un tunnel de 50 mètres. Le 22 février 1916 ils sortent, trouvent un coffret, mais il est vide. Un obus blesse Martin. Casimir dit qu'il a le trésor mais martin décède en succombant à ses blessures.  